# Greenova–Taova věta
Greenova–Taova věta je tvrzení z oboru teorie čísel dokázané v roce 2004 Benem Greenem a Terencem Taem, které říká, že posloupnost prvočísel obsahuje libovolně dlouhé aritmetické posloupnosti. Jinými slovy, pro libovolné přirozené číslo k lze nalézt k-prvkovou aritmetickou posloupnost prvočísel. Věta je rozšířením Szemerédiho věty a je speciálním případem Erdősovy–Turánovy hypotézy.
Věta je čistě existenční tvrzení a důkaz nenabízí konstrukční postup, jak slibované existující posloupnosti nalézt.